# (73867) 1997 AH1
1997 أي إتش 1 (ويعرف أيضًا باسم (73867) 1997 أي إتش 1 وفق تسمية الكوكب الصغير) (بالإنجليزية: 1997 AH1)‏ هو كويكب ضمن حزام الكويكبات؛ وترتيبه 73867 من حيث الاكتشاف.
اكتُشف هذا الجُرم الفلكي بواسطة ناوتو ساتو في 2 يناير 1997.

## وصلات خارجية
- (73867) 1997 AH1 في قاعدة بيانات مختبر الدفع النفاث لأجرام النظام الشمسي الصغيرة

- الاكتشاف · مخطط المدار ·  العناصر المدارية · المعلمات المادية

- (73867) 1997 AH1 على موقع ويكي سكاي: DSS2, SDSS, GALEX, IRAS, Hydrogen α, X-Ray, Astrophoto, Sky Map, Articles and images